# Úszás az 1912. évi nyári olimpiai játékokon
Az 1912. évi nyári olimpiai játékok úszóversenyein kilenc – férfi úszásban hét, női úszásban kettő – versenyszámban avattak olimpiai bajnokot. Ez volt az első olimpia, amelyen női úszók is részt vehettek.

## Éremtáblázat
(A táblázatokban a rendező ország csapata eltérő háttérszínnel, az egyes számoszlopok legmagasabb értéke, vagy értékei vastagítással kiemelve.)
| Az 1912. évi nyári olimpiai játékok éremtáblázata úszásban | Az 1912. évi nyári olimpiai játékok éremtáblázata úszásban | Az 1912. évi nyári olimpiai játékok éremtáblázata úszásban | Az 1912. évi nyári olimpiai játékok éremtáblázata úszásban | Az 1912. évi nyári olimpiai játékok éremtáblázata úszásban | Olimpia  |
| ---------------------------------------------------------- | ---------------------------------------------------------- | ---------------------------------------------------------- | ---------------------------------------------------------- | ---------------------------------------------------------- | -------- |
|                                                            | Ország                                                     | Arany                                                      | Ezüst                                                      | Bronz                                                      | Összesen |
| 1.                                                         | Németország (GER)                                          | 2                                                          | 3                                                          | 2                                                          | 7        |
| 2.                                                         | Ausztrálázsia (ANZ)                                        | 2                                                          | 2                                                          | 2                                                          | 6        |
| 3.                                                         | Egyesült Államok (USA)                                     | 2                                                          | 1                                                          | 1                                                          | 4        |
| 4.                                                         | Kanada (CAN)                                               | 2                                                          | 0                                                          | 0                                                          | 2        |
| 5.                                                         | Nagy-Britannia (GBR)                                       | 1                                                          | 2                                                          | 3                                                          | 6        |
|                                                            |                                                            |                                                            |                                                            |                                                            |          |
| 6.                                                         | Svédország (SWE)                                           | 0                                                          | 1                                                          | 0                                                          | 1        |
|                                                            |                                                            |                                                            |                                                            |                                                            |          |
| 7.                                                         | Ausztria (AUT)                                             | 0                                                          | 0                                                          | 1                                                          | 1        |
|                                                            |                                                            |                                                            |                                                            |                                                            |          |
| Összesen                                                   | Összesen                                                   | 9                                                          | 9                                                          | 9                                                          | 27       |

## Férfi
Férfi úszásban hét versenyszámban tartottak versenyt, az előző olimpia hat versenyszámát a 400 méteres mellúszással bővítették.

### Éremtáblázat
| Az 1912. évi nyári olimpiai játékok éremtáblázata férfi úszásban | Az 1912. évi nyári olimpiai játékok éremtáblázata férfi úszásban | Az 1912. évi nyári olimpiai játékok éremtáblázata férfi úszásban | Az 1912. évi nyári olimpiai játékok éremtáblázata férfi úszásban | Az 1912. évi nyári olimpiai játékok éremtáblázata férfi úszásban | Olimpia  |
| ---------------------------------------------------------------- | ---------------------------------------------------------------- | ---------------------------------------------------------------- | ---------------------------------------------------------------- | ---------------------------------------------------------------- | -------- |
|                                                                  | Ország                                                           | Arany                                                            | Ezüst                                                            | Bronz                                                            | Összesen |
| 1.                                                               | Németország (GER)                                                | 2                                                                | 2                                                                | 2                                                                | 6        |
| 2.                                                               | Egyesült Államok (USA)                                           | 2                                                                | 1                                                                | 1                                                                | 4        |
| 3.                                                               | Kanada (CAN)                                                     | 2                                                                | 0                                                                | 0                                                                | 2        |
| 4.                                                               | Ausztrálázsia (ANZ)                                              | 1                                                                | 1                                                                | 2                                                                | 4        |
| 5.                                                               | Nagy-Britannia (GBR)                                             | 0                                                                | 2                                                                | 2                                                                | 4        |
| 6.                                                               | Svédország (SWE)                                                 | 0                                                                | 1                                                                | 0                                                                | 1        |
|                                                                  |                                                                  |                                                                  |                                                                  |                                                                  |          |
| Összesen                                                         | Összesen                                                         | 7                                                                | 7                                                                | 7                                                                | 21       |

### Érmesek
- WR – világrekord

| Az 1912. évi nyári olimpiai játékok érmesei férfi úszásban |                                                                                          |         |                                                                                               |         |                                                                                         |         |
| Versenyszám                                                | Arany                                                                                    | Arany   | Ezüst                                                                                         | Ezüst   | Bronz                                                                                   | Bronz   |
| 100 m gyors                                                | Duke Kahanamoku · Egyesült Államok (USA)                                                 | 1:03,4  | Cecil Healy · Ausztrálázsia (ANZ)                                                             | 1:04,6  | Kenneth Huszagh · Egyesült Államok (USA)                                                | 1:05,6  |
| 400 m gyors                                                | George Hodgson · Kanada (CAN)                                                            | 5:24,4  | Jack Hatfield · Nagy-Britannia (GBR)                                                          | 5:25,8  | Harold Hardwick · Ausztrálázsia (ANZ)                                                   | 5:31,2  |
| 1500 m gyors                                               | George Hodgson · Kanada (CAN)                                                            | 22:00,0 | Jack Hatfield · Nagy-Britannia (GBR)                                                          | 22:39,0 | Harold Hardwick · Ausztrálázsia (ANZ)                                                   | 23:15,4 |
| 100 m hát                                                  | Harry Hebner · Egyesült Államok (USA)                                                    | 1:21,2  | Otto Fahr · Németország (GER)                                                                 | 1:22,4  | Paul Kellner · Németország (GER)                                                        | 1:24,0  |
| 200 m mell                                                 | Walter Bathe · Németország (GER)                                                         | 3:01,8  | Wilhelm Lützow · Németország (GER)                                                            | 3:05,0  | Kurt Malisch · Németország (GER)                                                        | 3:08,0  |
| 400 m mell                                                 | Walter Bathe · Németország (GER)                                                         | 6:29,6  | Thor Henning · Svédország (SWE)                                                               | 6:35,6  | Percy Courtman · Nagy-Britannia (GBR)                                                   | 6:36,4  |
| 4 × 200 m gyorsváltó                                       | Ausztrálázsia (ANZ) · Cecil Healy · Malcolm Champion · Leslie Boardman · Harold Hardwick | 10:11,6 | Egyesült Államok (USA) · Kenneth Huszagh · Harry Hebner · Perry McGillivray · Duke Kahanamoku | 10:20,2 | Nagy-Britannia (GBR) · William Foster · Sydney Battersby · Jack Hatfield · Henry Taylor | 10:28,2 |

## Női

### Éremtáblázat
| Az 1912. évi nyári olimpiai játékok éremtáblázata női úszásban | Az 1912. évi nyári olimpiai játékok éremtáblázata női úszásban | Az 1912. évi nyári olimpiai játékok éremtáblázata női úszásban | Az 1912. évi nyári olimpiai játékok éremtáblázata női úszásban | Az 1912. évi nyári olimpiai játékok éremtáblázata női úszásban | Olimpia  |
| -------------------------------------------------------------- | -------------------------------------------------------------- | -------------------------------------------------------------- | -------------------------------------------------------------- | -------------------------------------------------------------- | -------- |
|                                                                | Ország                                                         | Arany                                                          | Ezüst                                                          | Bronz                                                          | Összesen |
| 1.                                                             | Ausztrálázsia (ANZ)                                            | 1                                                              | 1                                                              | 0                                                              | 2        |
| 2.                                                             | Nagy-Britannia (GBR)                                           | 1                                                              | 0                                                              | 1                                                              | 2        |
| 3.                                                             | Németország (GER)                                              | 0                                                              | 1                                                              | 0                                                              | 1        |
| 4.                                                             | Ausztria (AUT)                                                 | 0                                                              | 0                                                              | 1                                                              | 1        |
|                                                                |                                                                |                                                                |                                                                |                                                                |          |
| Összesen                                                       | Összesen                                                       | 2                                                              | 2                                                              | 2                                                              | 6        |

### Érmesek
| Az 1912. évi nyári olimpiai játékok érmesei női úszásban |                                                                                   |           |                                                                                    |        |                                                                                      |        |
| Versenyszám                                              | Arany                                                                             | Arany     | Ezüst                                                                              | Ezüst  | Bronz                                                                                | Bronz  |
| 100 m gyors                                              | Fanny Durack · Ausztrálázsia (ANZ)                                                | 1:22,2    | Mina Wylie · Ausztrálázsia (ANZ)                                                   | 1:25,4 | Jennie Fletcher · Nagy-Britannia (GBR)                                               | 1:27,0 |
| 4 × 100 m gyors                                          | Nagy-Britannia (GBR) · Belle Moore · Jennie Fletcher · Annie Speirs · Irene Steer | 5:52,8 WR | Németország (GER) · Wally Dressel · Louise Otto · Hermine Stindt · Grete Rosenberg | 6:04,6 | Ausztria (AUT) · Margarete Adler · Klara Milch · Josephine Sticker · Bertha Zahourek | 6:17,0 |

## Magyar részvétel
Az olimpián nyolc férfi úszó képviselte Magyarországot, akik összesen egy negyedik és egy ötödik helyezést értek el, amivel öt olimpiai pontot szereztek. Ez hat ponttal kevesebb, mint az előző, 1908. évi olimpia úszóversenyein elért eredmény.
A magyar úszók a következő táblázat szerinti versenyszámokban indultak. A sportoló neve után zárójelben szerepel az elért helyezés (ha megállapították) és az időeredmény (ha mérték, illetve feljegyezték).
| Magyar részvétel az 1912. évi nyári olimpiai játékok úszóversenyein |                                                                    |
| versenyszám                                                         | sportoló                                                           |
| 100 m gyors                                                         | Beleznai László (1:08,0) Kenyery Alajos Szentgróti László          |
| 400 m gyors                                                         | Kenyery Alajos Las Torres Béla (5. – 5:42,0)                       |
| 1500 m gyors                                                        | Las-Torres Béla                                                    |
| 100 m hát                                                           | Baronyi András (4. – 1:25,2) Szentgróti László (1:26,4) Wenk János |
| 200 m mell                                                          | Demján Oszkár (3:11,2)                                             |
| 400 m mell                                                          | Demján Oszkár (6:35,8)                                             |
| 4×200 m váltó                                                       | Baronyi András Kenyery Alajos Las-Torres Béla Zachár Imre          |